# Максимова Наталія Євгенівна
Наталія Максимова (наст. Наталія Євгенівна Порожнякова, нар. 13 березня 1971) — українська художниця.

## Біографія
Н. Є. Порожнякова народилася 13 березня 1971 року в місті Умань. У 1987 році закінчила Тираспіль художню школу. У 1989 році після закінчення Тираспольської загальноосвітньої школи вступила на художньо-графічний факультет Одеського державного педагогічного інституту ім. К. Д. Ушинського, який закінчила 1994 року. У 1994-1998 роках працювала викладачем образотворчого мистецтва в школі мистецтв Тирасполя.
У 1999 році — початок творчої діяльності — брала участь у виставках «Через Мистецтво маєте Світло» (Білгород-Дністровський краєзнавчий музей), «Індія очима одеситів» (виставка батика в Одеському Будинку вчених). У 1999—2000 роках працювала керівником гуртка «Юний художник» Центру позашкільної роботи Ленінський район (Одеса) Ленінського району Одеси.
У 2000-2003 роках навчалася в аспірантурі Південноукраїнського державного педагогічного університету ім. К. Д. Ушинського. З 2000 року — перші публікації статей у журналах та збірниках. У 2005-2006 роках.